# Mieczysław Lipert

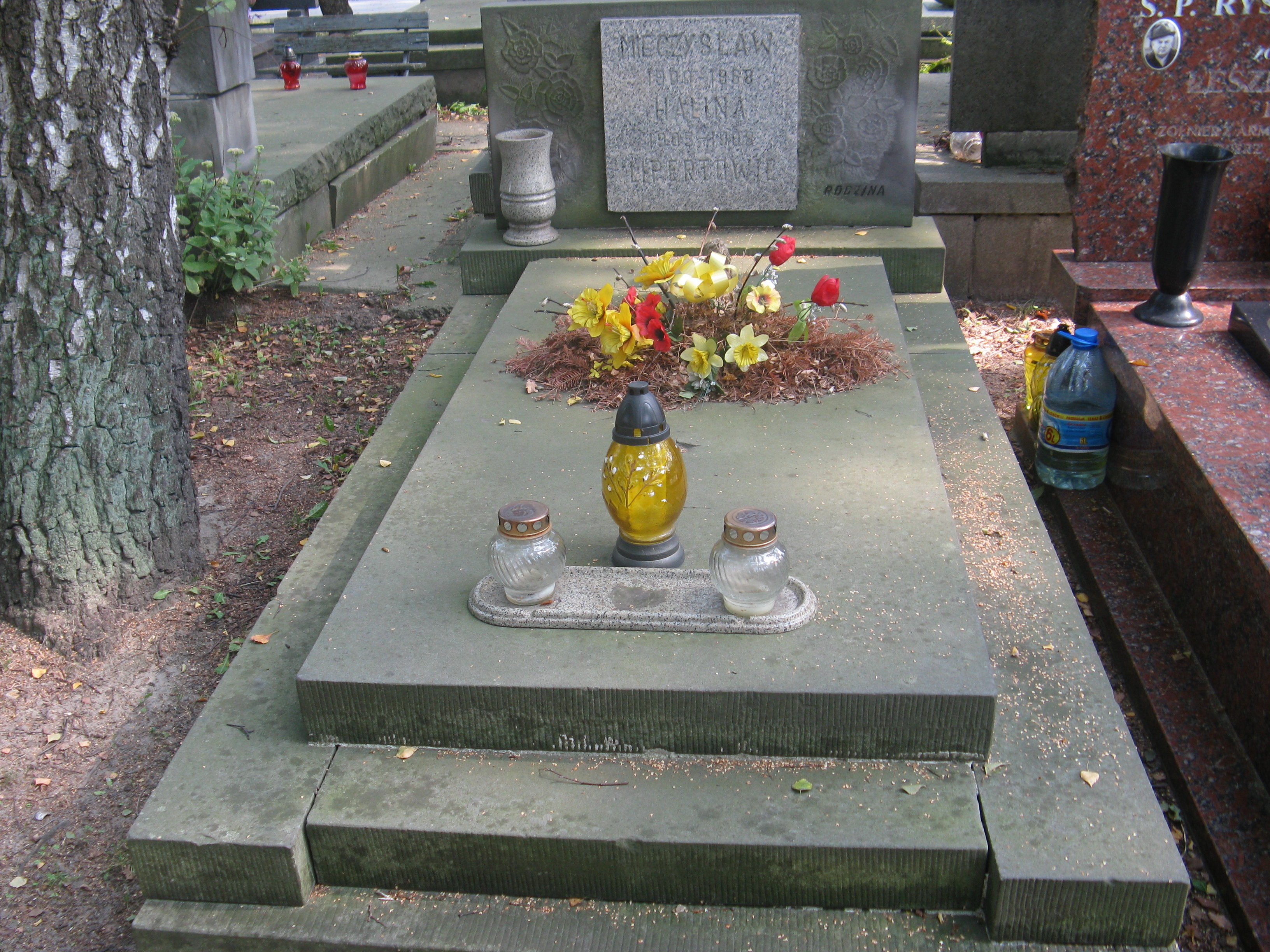
Grób Miczysława Liperta na Cmentarzu Wojskowym na Powązkach

Mieczysław Zygmunt Lipert (ur. 1900 w Łokaczach, zm. 1968 w Warszawie) – hutnik szkła, przewodniczący Prezydium Warszawskiej Wojewódzkiej Rady Narodowej (1948-1953), przewodniczący Prezydium Wojewódzkiej Rady Narodowej w Bydgoszczy (1953-1954), działacz polityczny.

## Życiorys
Urodził się 24 grudnia 1900 r. w miejscowości Łokacze w powiecie horochowskim na Wołyniu. Był synem Stanisława, hutnika szkła i Stanisławy z Sikilskich. Uczęszczał do szkoły powszechnej w Hulewiczach, powiecie włodzimierskim, gdzie zamieszkali jego rodzice. Po zajęciu tej miejscowości przez wojsko austriackie w 1914 r., został wzięty do obozu wojskowego i przez trzy lata był tam woźnicą.
Od jesieni 1917 r. należał do Polskiej Organizacji Wojskowej w Lubelskiem. W końcu 1918 r. czynnie uczestniczył w rozbrajaniu Niemców i Austriaków, po czym wstąpił do Milicji Ludowej i służył w niej jako podoficer. W kwietniu 1919 r. znalazł sic w nowo utworzonym batalionie milicyjnym z którym udał się do Pińska, gdzie batalion ten brał udział w pogromie Żydów. Wkrótce batalion został rozwiązany, a należących do niego milicjantów rozbrojono, przejściowo aresztowano i wcielono do wojska. Lipert został przydzielony do 34 pułku piechoty, a następnie do szpitala polowego nr 203.

### Działalność zawodowa i polityczna do 1939 r.
W marcu 1922 r. rozpoczął pracę w hucie szkła w Lubartowie. Następnie pracował kolejno w hutach szkła w: Wołominie (1925–1926), Legionowie (1926–1928), Kostopolu (1928–1929) i hucie Widok Radomiu (1929–1930). Od 1935 do stycznia 1939 r. pracował jako mistrz w Hucie Szkła Vitrum w Wołominie.
Od 1924 do 1938 r. należał do nielegalnej Komunistycznej Partii Polski, od 1926 był sekretarzem komórki KPP w wołomińskiej hucie oraz sekretarzem Zarządu Oddziałowego Związku Zawodowego Pracowników Przemysłu Szklarskiego w Wołominie. Za uczestnictwo w strajku generalnym szklarzy został zwolniony z pracy. Podczas pracy w Radomiu nawiązał kontakty partyjne i został wybrany sekretarzem Komitetu Dzielnicowego i członkiem egzekutywy Komitetu Okręgowego w Kielcach. W latach 1930–1935 był funkcjonariuszem tej partii w Warszawie, z ramienia Okręgu Warszawa-Podmiejska pełnił funkcję instruktora. Z powodu działalności w tej partii był w 1937 r. sądzony w Radomiu i skazany na 3 lata więzienia w zawieszeniu na 5 lat.

### Okupacja hitlerowska
Po najeździe Niemiec na Polskę ewakuował się na wschód i 23 września 1939 r. znalazł się w Kostopolu, zajętym przez wojska sowieckie. Tam otrzymał pełnomocnictwo do nacjonalizowania zakładów pracy, m.in. tamtejszej huty szkła. Został jej wicedyrektorem oraz dyrektorem technicznym. Na tym stanowisku przetrwał do wybuchu wojny niemiecko-sowieckiej w czerwcu 1941 r. W hucie zarządzanej przez Niemców był palaczem na urządzeniach gazowych. W 1943 r. przeniesiono go do Huty Szkła w Wołominie. Organizował tam Polską Partię Robotniczą, Gwardię Ludową i Armię Ludową oraz prowadził działalność sabotażową. W końcu 1943 r. był współorganizatorem konspiracyjnej Miejskiej Rady Narodowej w Wołominie, a następnie warszawskiej Wojewódzkiej Rady Narodowej.

### Działalność zawodowa i polityczna po II wojnie światowej
Od 1944 r. pracował w aparacie partyjnym PPR. W Komitecie Wojewódzkim PPR w Mińsku Mazowieckim pełnił kolejno funkcje: kierownika Wydziału Przemysłu, Wydziału Administracyjno-Samorządowego oraz kierownika Wydziału Personalnego. 3 maja 1945 został posłem do Krajowej Rady Narodowej. Od czerwca do grudnia 1945 r. był członkiem Centralnej Komisji Rewizyjnej KC PPR. Od grudnia 1948 r. należał do nowo utworzonej Polskiej Zjednoczonej Partii Robotniczej.
W 1948 r. został wybrany na stanowisko przewodniczącego Prezydium Warszawskiej Wojewódzkiej Rady Narodowej i sprawował je do 1953 r. Za niezadowalające wyniki w pracy odwołano go w końcu 1952 r. i przeniesiono do Bydgoszczy, gdzie z dniem 1 stycznia 1953 r. został przewodniczącym Prezydium Wojewódzkiej Rady Narodowej. Już rok później, 9 lutego 1954 r. odwołano go z tego stanowiska, ponieważ „nie wykazywał dobrego zmysłu organizacyjnego; nie wpływał mobilizująco na członków Prezydium, gdyż sam był mało obowiązkowy, dużo czasu poświęcał na polowanie w czasie wolnym i służbowym”.
Po odwołaniu z Bydgoszczy został zatrudniony na stanowisku p.o. dyrektora Zarządu Zaopatrzenia Robotniczego-Ministerstwa Przemysłu Chemicznego, a w końcu grudnia 1954 r. mianowano go dyrektorem tego Zarządu. Jednak po kilku miesiącach i z tego stanowiska został odwołany ponieważ: „mimo szczerych chęci nie potrafił we właściwy sposób zorganizować instruktażu i kontroli podległych oddziałów Zaopatrzenia Robotniczego”. W 1957 r. przeszedł na rentę.
Zmarł 1 września 1968 r. w Warszawie. Został odznaczony m.in. Orderem Sztandarem Pracy II klasy. Pochowany na wojskowych Powązkach (kwatera D6-4-34).